# Énée et Achate sur la côte libyenne
Enée et Achate sur la côte libyenne est une peinture à l'huile sur toile (58,7 × 87,6 cm) du peintre de l'École de Ferrare Dosso Dossi, datable vers 1520 et conservée à la National Gallery of Art de Washington (district de Columbia). Elle faisait partie de la décoration des Chambres d'albâtre d'Alphonse Ier d'Este dans le palais ducal de Ferrare en Italie.

## Histoire
Le tableau faisait partie d'une série de dix toiles sur l'Énéide peintes par Dosso Dossi et son frère Battista Dossi pour décorer une frise des Chambres, qui était disposée dans la partie supérieure des murs créant une série ininterrompue d'histoires littéraires. Une autre toile de la série a été identifiée avec certitude en Angleterre et une autre au  musée des beaux-arts du Canada, à Ottawa (Descente d'Énée aux Champs Élysées).
Après le démantèlement des Chambres en 1598, il s'est retrouvé dans la Collection Borghèse, où il est inventorié de 1608 jusqu'en 1693 au moins. Plus tard, ses traces sont perdues jusqu'en 1926 quand il est acheté lors d'une vente aux enchères par Alessandro Contini Bonacossi, qui le vend ensuite à Samuel Henry Kress en 1936. En 1939, il est donné au musée américain, qui a ouvert cette année-là.

## Description et style
L'iconographie rare a suscité de nombreuses spéculations chez les critiques, qui ont lu un épisode légendaire générique ou encore le débarquement des Argonautes. Il s'agit plutôt du récit tiré du livre I de l'Énéide dans lequel est raconté le naufrage d'Énée et de son ami Achate sur la côte libyenne, avant de se diriger vers la ville de Carthage, dont on aperçoit les bâtiments en arrière-plan.
La scène se déroule dans un vaste paysage aux arbres d'un vert éclatant, rappelant des balles duveteuses, l'une des caractéristiques stylistiques les plus reconnaissables de Dosso. Les deux protagonistes, aux vêtements voyants, sont représentés en pied à droite, sur une clairière herbeuse, tandis qu'au centre de la scène l'équipage du navire, composé de personnages hauts en couleur, peine à le réparer. L'arrière-plan est dominé par la vue presque irréelle de la ville africaine, au-delà du rivage d'une crique, ainsi que par les tons bleus pleins de notations atmosphériques.